# 高橋智裕
高橋 智裕（たかはし ともひろ、1973年4月 - ）は、フォトジャーナリスト。福島県いわき市生まれ。学校法人聖光高等学校、いわき短期大学商経科卒業。
2011年の東日本大震災では、取材中、みずからも津波に呑まれるが生還。その後、いわき市の被災地を撮影・取材し、テレビやラジオに出演。福島第一原発事故以降、まったく情報が無くなってしまったいわき市の現状を発信し続け注目を浴びた。また、ボランティアの仲介、被災者支援イベントにも参加し、被災者支援にも尽力している。

## 主な写真展
- FMいわき「東日本大震災写真パネル展」（いわき駅前ラトブ）
- ドキュメンタリーフォトフェスティバル（宮崎県立美術館）

## 写真集
- 『東日本大震災3.11AREA IWAKI CITY』縁エンタープライズ
- 『For you,for me 明日にむかって、ともに歩いた90日』縁エンタープライズ
- 『3.11 FUKUSHIMA（iPhone用アプリ）』縁エンタープライズ　株式会社クラウズ

## 出演
- ラジオ福島
- 福島中央テレビ
- テレビユー福島
- ニッポン放送
- フジテレビ